# Кіровське (Іглінський район)
Кі́ровське (рос. Кировское, башк. Кировское) — присілок у складі Іглінського району Башкортостану, Росія. Входить до складу Калтимановської сільської ради.
Населення — 62 особи (2010; 67 в 2002).
Національний склад:
- білоруси — 91 %